# Svetovno prvenstvo športnih dirkalnikov sezona 1966
Svetovno prvenstvo športnih dirkalnikov sezona 1966 je bila štirinajsta sezona Svetovnega prvenstva športnih dirkalnikov, ki je potekalo med 5. februarjem in 11. septembrom 1966. Naslov konstruktorskega prvaka so osvojili Ford (P+2.0), Porsche (P2.0 in S2.0), Ford (S+2.0) in Abarth (S1.3).

## Spored dirk
| Št | Ime                           | Dirkališče                     | Razred   | Datum                 |
| -- | ----------------------------- | ------------------------------ | -------- | --------------------- |
| 1  | 24 ur Daytone                 | Daytona International Speedway | Oba      | 5. februar 6. februar |
| 2  | 12 Hur Sebringa               | Sebring International Raceway  | Oba      | 26. marec             |
| 3  | 1000 km Monze                 | Autodromo Nazionale Monza      | Oba      | 25. april             |
| 4  | Targa Florio                  | Palermo                        | Oba      | 8. maj                |
| 5  | 1000 km Spaja                 | Circuit de Spa-Francorchamps   | Oba      | 25. maj               |
| 6  | 1000 km Nürburgringa          | Nürburgring                    | Oba      | 5. junij              |
| 7  | 24 ur Le Mansa                | Circuit de la Sarthe           | Oba      | 18. junij 19. junij   |
| 8  | 500 km Mugella                | Mugello Circuit                | Oba      | 17. julij             |
| 9  | Coppa Citta di Enna           | Autodromo di Pergusa           | Šp. dir. | 7. avgust             |
| 10 | 500 km Hockenheima            | Hockenheimring                 | Šp. dir. | 14. avgust            |
| 11 | Grosser Bergpreis der Schweiz | Crans-Montana                  | Oba      | 28. avgust            |
| 12 | 500 km Nürburgringa           | Nürburgring                    | Oba      | 4. september          |
| 13 | 1000 km Zeltwega              | Zeltweg Airfield               | Šp. dir. | 11. september         |